# 와이엠티 (기업)
와이엠티(YMT Co. Ltd.)는 대한민국의 PCB 기업이다. 본사는 인천시 남동구 남동동로153번길 30(고잔동, 남동공단)에 위치해 있으며 대표이사는 전성욱이다. 송도국제도시에 전자부품 분야의 화학 소재와 극동박 연구개발을 중심의 연구개발센터를 착공했으며 2025년까지 완공될 예정이다.

## 상장
2017년 4월 27일에 공모가 21,000원에 코스닥 시장에 상장하였다. 

## 참고 문헌
1. ↑  소부장 강소기업 ‘와이엠티’ 송도에 R&D 센터 착공…2025년 준공, 서울경제, 2023.06.28
2. ↑  인생을 건 기술개발 집념…세상에 없던 소재로 日 독점 깬다, 한국경제, 2023.12.06
3. ↑  인천 송도에 소부장기업 와이엠티 연구센터 2025년 준공, 연합뉴스, 2023-06-28